# 선라이즈 (1927년 영화)
《선라이즈》(영어: Sunrise: A Song of Two Humans)는 1927년 개봉한 미국의 무성, 로맨틱 코미디 드라마 영화이다. 프리드리히 빌헬름 무르나우가 감독을, 칼 메이어가 각본을 맡았다.
제1회 아카데미상 여우주연상·촬영상 수상작이다. 1989년 미국 국립영화등기부에 등재되었다. 2002년 사이트 & 사운드 선정 세계 영화 베스트 10위 중 7위를 한 작품이다. 2007년 미국 영화 연구소 선정 100대 영화 중 82위를 했다.

## 줄거리
도시에 사는 한 휴가 중인 여인이 호숫가 마을에 몇 주 동안 머무른다. 해가 진 후, 그녀는 남자와 아내가 아이와 함께 사는 농가로 향한다. 그녀는 울타리 밖에서 휘파람을 분다. 남자는 갈등하지만, 결국 떠나며 아내에게 깊이 사랑했던 좋은 시절의 추억만을 남긴다.
남자(조지 오브라이언)와 여자(마거릿 리빙스턴)는 달빛 아래서 만나 열정적으로 키스한다. 여자는 남자가 최근 잘 되지 않은 농장을 팔고 도시로 함께 가기를 원한다. 그녀가 아내를 물에 빠뜨려 문제를 해결하라고 제안하자, 남자는 격렬하게 그녀의 목을 조르지만, 그마저도 열정적인 포옹 속에서 녹아내린다. 여자는 갈대 묶음을 모아두고, 배가 뒤집혔을 때 남자가 그것을 이용하여 물에 뜰 수 있다고 말한다.
남편이 나들이를 가자고 제안하자 아내(재닛 게이너)는 아무것도 의심하지 않지만, 호수를 가로질러 떠나자마자 곧 의심스러워진다. 남자는 그녀를 물에 던지려 하지만, 그녀가 자비를 구하자 그는 그렇게 할 수 없음을 깨닫는다. 그는 필사적으로 노를 저어 해변으로 향하고, 배가 육지에 닿자 아내는 도망친다.
아내는 전차에 오르고, 남자는 뒤쫓아가며 자신을 두려워하지 말라고 간청한다. 전차는 그들을 도시로 데려간다. 그녀의 두려움과 실망감은 압도적이다. 남자는 그녀에게 꽃과 빵을 주며 달래고, 마침내 그녀는 울음을 그치고 선물을 받는다. 거리로 다시 나오자, 그들은 신부가 행렬을 위해 교회로 들어가는 것을 보고 감동하여 그녀를 따라 안으로 들어가 결혼식을 구경한다. 남자는 무너져내리며 용서를 구한다. 눈물 어린 화해 후, 그들은 도시에서의 모험을 계속하며 함께 사진을 찍고 유원지를 방문한다. 어둠이 내리자, 그들은 집으로 향하는 전차에 오른다.
곧 그들은 달빛 아래 호수를 가로질러 돌아오고 있었다. 갑작스러운 폭풍으로 인해 배가 가라앉기 시작한다. 남자는 이전에 배에 넣어두었던 두 묶음의 갈대를 기억하고 그 묶음을 아내 주위에 묶어준다. 배가 전복되고, 남자는 바위투성이 해변에서 깨어난다. 그는 마을 사람들을 모아 호수를 수색하지만, 그들이 찾은 것은 물에 떠다니는 부서진 갈대 묶음뿐이다.
아내가 익사했다고 확신한 슬픔에 잠긴 남자는 비틀거리며 집으로 돌아온다. 도시에 사는 여자는 그들의 계획이 성공했다고 생각하며 그의 집으로 간다. 남자는 그녀의 목을 조르기 시작한다. 그때 하녀가 그의 아내가 살아있다고 외치자, 그는 여자를 풀어주고 아내에게 달려간다. 아내는 마지막 갈대 묶음을 붙잡고 살아남았다.
남자는 아내의 침대 옆에 무릎을 꿇고 그녀가 천천히 눈을 뜨는 것을 지켜본다. 남자와 아내는 키스하고, 도시에 사는 여자의 마차는 언덕을 굴러 호수를 향해 내려간다. 그리고 영화는 일출 장면으로 전환된다.

## 출연

### 주연
- 조지 오브라이언
- 재닛 게이너
- 마가렛 리빙스톤
- 보딜 로싱
- J. 파렐 맥도널드
- 랠프 시퍼리
- 제인 윈튼
- 아서 호스만
- 베리 노턴

## 기타
- 자막: 캐서린 힐리커
- 자막: H.H. 캘드웰